# Station Widney Manor
Widney Manor is een spoorwegstation van National Rail in Widney Manor, Solihull in Engeland. Het station is eigendom van Network Rail en wordt beheerd door West Midland Trains. Het station is geopend in 1899.